# 데이비드 해셀호프
데이비드 마이클 해슬호프(영어: David Michael Hasselhoff, 영어 발음: /ˈhæsəlhɒf/, 1952년 7월 17일 ~ )는 미국의 배우, 가수이다.

## 출연 작품

### 텔레비전
- 더 영 앤 더 레스트리스 (1975-82)
- 전격 Z 작전 (1982-86)
- SOS 해상 구조대 (1989-2000) - 각본 겸임
- 아메리카 갓 탤런트 (2006-09) - 심사위원
- 브리튼스 갓 탤런트 (2011) - 심사위원

### 영화
- 피구의 제왕 (2004)
- 보글보글 스폰지밥 (2004)
- 클릭 (2006)
- 바니 버디 (2011)
- 피라냐 3DD (2012)
- 쿵 퓨리 (2015)

### 뮤지컬
- 지킬 앤드 하이드 (1990)
- 시카고 (2004)